# Tropeiro-escuro
Guarda-bosques-escuro ou tropeiro-escuro (Lipaugus fuscocinereus) é uma espécie de ave da família Cotingidae.
Pode ser encontrada nos seguintes países: Colômbia, Equador e Peru.
Os seus habitats naturais são: regiões subtropicais ou tropicais húmidas de alta altitude.